# Халайдовка
Халайдовка (укр. Халайдівка) — село, Лозоватский сельский совет, Пятихатский район, Днепропетровская область, Украинская ССР.
Село ликвидировано в 1980 году.
Находилось на расстоянии в 2 км от села Лозоватка.